# Гололицый кракс
Гололицый кракс (лат. Crax fasciolata) — вид птиц из рода гокко семейства краксы (Cracidae). Обитает в Бразилии, Парагвае, восточной Боливии, на крайнем северо-востоке Аргентины, в Серраду, Пантанал и юго-восточной части бассейна Амазонки. Его естественная среда обитания — субтропические или тропические сухие леса и субтропические или тропические влажные низинные леса.

## Описание
Гололицый кракс — крупная птица, достигающая в длину 82—92 см. Выражен половой диморфизм. У самца верхняя часть тела чёрная, с зеленовато-оливковым блеском, неоперенное лицо с желтоватой голой кожей, небольшой чёрный хохолок и белое подхвостье. У самки, напротив, голова, горло, шея и верхняя часть мантии — чёрные, а хохолок чёрно-белый. Остальные верхние части зеленовато-чёрные с белой или охристой полосой. Хвост чёрный с белым или охристым кончиком, а подхвостье чёрное с охристой полосой на груди и бледным желтоватым или охристым брюхом. Кожа лица у самок черноватая.

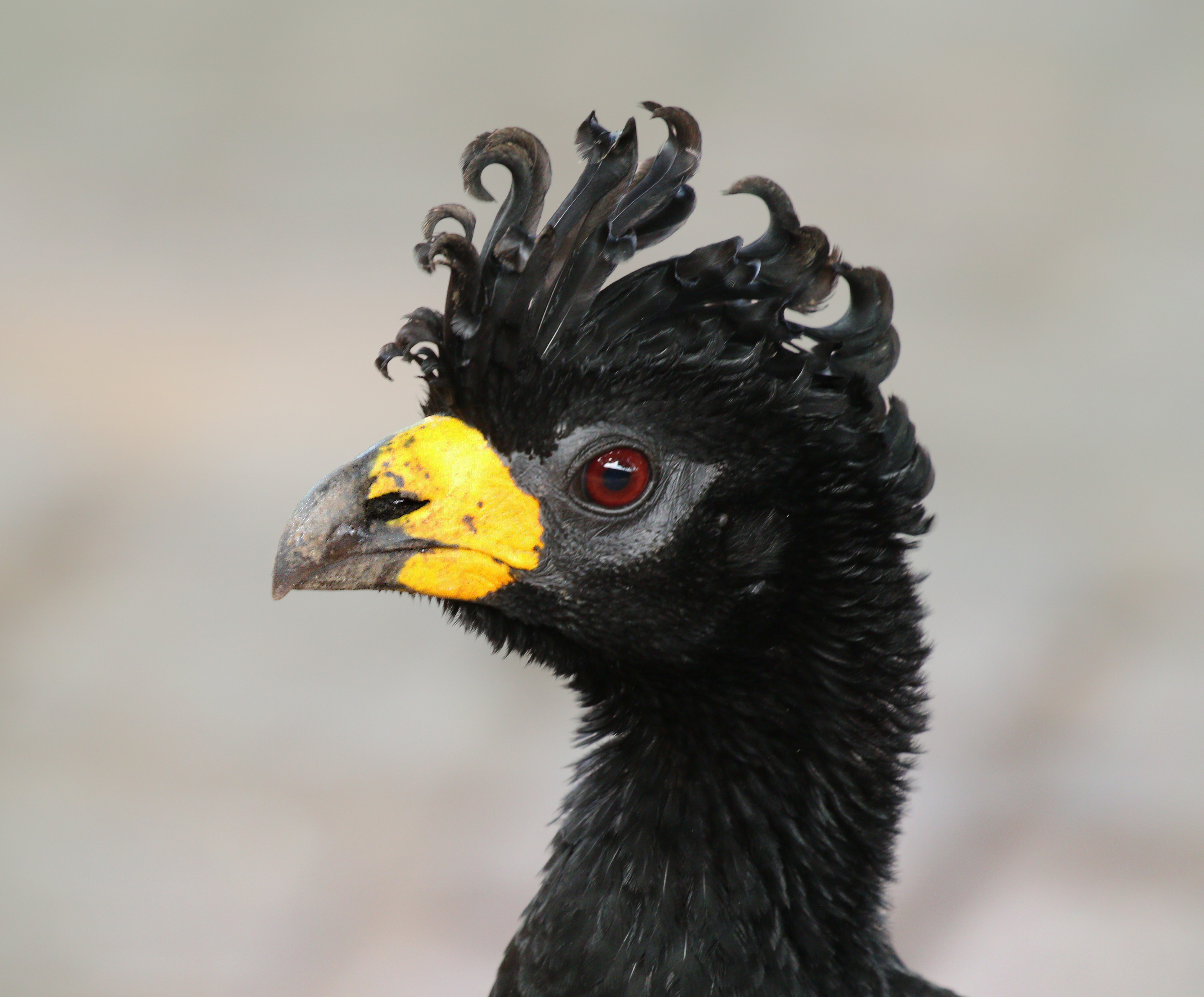
Голова самца, Пантанал
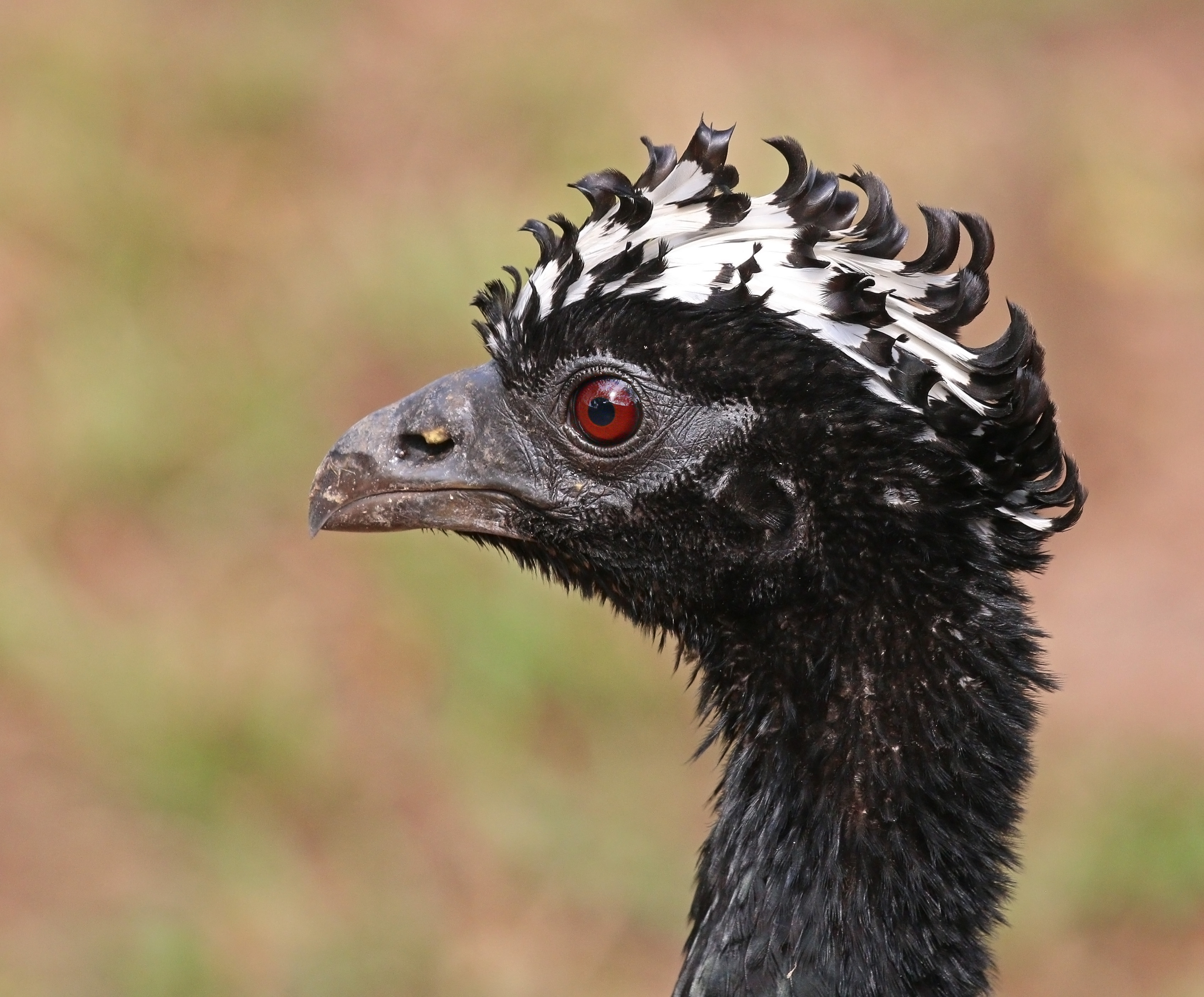
Голова самки, Пантанал

## Биология
Населяет влажные вечнозеленые, полулиственные и галерейные леса, иногда с бамбуком, на высоте не менее 700 м в Боливии и 800 м в восточной части амазонской Бразилии. Часто отмечается на опушках лесов и вблизи рек. Иногда бродит вдоль пляжей, в основном ранним утром или поздним вечером.
Не мигрирует в Пантанале (Мату-Гросу, Бразилия), и, вероятно, по всему ареалу.

## Поведение

### Вокализация
Песня иногда слышна всю ночь и в течение первого часа после восхода солнца, в исключительных случаях до примерно 10:00 часов утра.
Песня представляет собой серию глубоких гулких звуков, передаваемых как «hm-hm-hm hm-hm hm-hm», которые иногда раздаются с земли. Эта вокализация похожа на аналогичную вокализацию бритвоклювого кракса (Mitu tuberosum), но она менее отчётлива, более приглушена и содержит некоторые ноты с отклонением вверх. Вокализация, подаваемая в раздражении, описывается как высокочастотный свист «PSEEEEew», с тембром, похожим на длиннохвостого тиранна (Colonia colonus).
Тревожный сигнал — лающее «коа», «wayoo-oo-OO» или — при беспокойстве ночью, на насесте — «waayoo», сопровождаемое громким шипением. Существует и другой сигнал (контекст неясен) — протяжный свист на средней высоте «SFEEeouuw», который иногда переходит в более короткий, эмфатический и высокий звук, чихание «kseuw», которое может повторяться регулярно и с нисходящим отклонением.

### Питание
Питается в одиночку или парами. Питается плодами, обычно теми, которые упали с деревьев и были собраны на земле. Также питается семенами, цветами и беспозвоночными. Посещает солончаки, чтобы подобрать богатую солью землю.

## Размножение
Обычно считается, что система размножения моногамна, но недавние наблюдения в Пантанале (Мату-Гросу, Бразилия), намекают на возможность существования токования у самцов.

### Гнездо
Гнездо расположено на дереве, на высоте около 4 м над землей, скрытое в клубке ползучих растений. Оформлено в виде прочной платформы (40 см в ширину и 10 см в глубину) из палок, веток, стеблей и листьев, выстланной свежими листьями.

### Яйца
Самка гололицего кракса откладывает два белых, эллиптических яйца, размером (номинативный подвид) 78,1-81,0 × 53,8-58,4 мм или 80,9 × 53,8 мм (C. f. pinima). Инкубация длится около 30 дней в неволе, кладка высиживается только самкой.

### Птенцы
После вылупления цыпленок весит 90 г, через 28 дней — 400 г, через 93 дня — 1260 г. Птенцы остаются рядом со взрослыми в течение нескольких месяцев.
Птенцов наблюдали в декабре в Парагвае, гнездо с яйцами в конце ноября в Формозе, Аргентина. В Бразилии встречались взрослые с молодыми в июле/августе (Минас-Жерайс), ноябре (южный Мату-Гросу) и конце декабря (Гояс).

## Подвиды и распространение
По данным базы Международного союза орнитологов в составе вида Crax fasciolata выделяют 3 подвида:
- C. f. fasciolata Spix, 1825. Центральная и юго-западная Бразилия, Парагвай и северная Аргентина.
- C. f. pinima Pelzeln, 1870. Северо-восточная Бразилия.
- C. f. grayi Ogilvie-Grant, 1893. Восточная Боливия.

Подвиды различаются преимущественно в размерах, а также в оперении самок (самцы почти не различаются), в основном в окраске и степени полосатости подхвостья, общей глубине окраски надхвостья и выраженности полосатости над ним, а также в общем виде хохолка — в целом эти различия являются региональными, от самых темных на северо-востоке до самых бледных на юго-западе. Однако степень любых географических различий, несомненно, зависит от степени индивидуальной изменчивости вида.

## Охранный статус
Гололицый кракс имеет широкий ареал и довольно многочислен в некоторых частях своего ареала, однако он подвергается охоте и разрушению среды обитания. Общая численность популяции, сокращается довольно быстро. Международный союз охраны природы оценивает его природоохранный статус как «уязвимый»